# 블랙홀 (1979년 영화)
《블랙 홀》(영어: The Black Hole)은 미국에서 제작된 게리 넬슨 감독의 1979년 SF 영화이다. 막시밀리안 셸 등이 출연하였고, 론 밀러 등이 제작에 참여하였다.

## 출연진
- 막시밀리안 셸
- 앤서니 퍼킨스
- 로버트 포스터
- 조지프 보텀스
- 이벳 미미여
- 어니스트 보그나인
- 톰 매클로클린
- 로디 맥다월
- 슬림 피컨스

## 기타 제작진
- 미술: 피터 엘런쇼
- 세트: 프랭크 R. 매켈비, 로저 M. 슈크
- 의상: 빌 토머스